# Малый Патриарший переулок
Ма́лый Патриа́рший переу́лок (в 1932—1990 — Малый Пионе́рский переулок) — небольшая улица в центре Москвы у Патриарших прудов на Пресне между Большим Патриаршим и Ермолаевским переулками.

## Происхождение названия
Название Большого и Малого Патриарших переулков дано по Патриаршей слободе, находившейся здесь в XVII веке. В 1932 году Малый Патриарший переулок, вслед за Патриаршими прудами и Большим Патриаршим переулком, был переименован в Малый Пионерский переулок. В 1990 году переулку возвращено историческое название.

## Описание
Малый Патриарший переулок проходит вдоль западной границы Патриаршего пруда, он берёт начало от Большого Патриаршего и проходит на северо-запад до Ермолаевского переулка. Все дома расположены по нечётной стороне.

## Примечательные здания и сооружения
По нечётной стороне:
- № 3 — жилой дом. Здесь в 1971—1980 годах жил учёный, один из пионеров космонавтики А. А. Штернфельд (мемориальная доска, 1990, скульптор В. Х. Думанян, архитектор С. И. Смирнов)[2].
- № 5, строение 1 — Жилой дом Авиажилстроя, архитектор В. Н. Владимиров[3]. Здесь жили авиаконструкторы Н. Н. Поликарпов, А. С. Яковлев (1938—1941)[4], живописец А. В. Васнецов[5][6], академик В. Н. Челомей[7], член ЦК КПСС А. И. Шокин[8]. В здании размещается Краснопресненское отделение Сбербанка РВ № 1569/№ 0274.

По чётной стороне расположен Патриарший пруд (по традиции употребляется форма множественного числа — Патриаршие пруды).